# پیتر بلیک (نقاش)
سر پیتر بلیک (به انگلیسی: Sir Peter Blake) (زادهٔ ۲۵ ژوئن ۱۹۳۲) نقاش و از هنرمندان پیشروی جنبش هنری پاپ آرت در بریتانیا می‌باشد. شناخته‌شده‌ترین کار او در این سبک، طراحی جلد صفحهٔ موسیقی آلبوم Sgt. Pepper's Lonely Hearts Club Band از گروه بیتلز می‌باشد.

## زندگینامه
پیتر بلیک در ۲۵ ژوئن ۱۹۳۲ در شهر دارتفورد واقع در استان کنت انگلستان زاده شد. پس از پایان مدرسه، وارد کالج سلطنتی هنر در لندن شد و در اوایل دههٔ ۱۹۵۰ و در همان دورانی که هنوز مشغول به تحصیل بود، با خلق آثاری که از بریدن و کنارهم قرار دادن تصاویر چیده‌شده از منابعی همچون آگهی‌ها، کمیک استریپ و مجلات معروف ساخته شده بود به یکی از پیشگامان جنبش هنری پاپ آرت در بریتانیا بدل گردید.
یکی از شناخته‌شدن‌ترین کارهای پاپ آرت پیتر بلیک در سطح جهانی، طراحی جلد آلبوم موسیقی Sgt. Pepper's Lonely Hearts Club Band از گروه انگلیسی بیتلز در ۱۹۶۷ می‌باشد که جایزهٔ گرمی بهترین طراحی آلبوم را نیز در ۱۹۶۸ برای او به ارمغان آورد.